# Heartbleed

A heartbleed hiba logója

A Heartbleed egy biztonsági hiba az OpenSSL nevű nyílt forráskódú kriptográfiai szoftverben, amely széles körben használt internetes szolgáltatások biztosításához. A hibás verziók lehetővé teszik mind a kliens, mind pedig a szerver sebezhetőségét.
A heartbleed hibát egy bemeneti adat ellenőrzésének hiánya okozza a TLS heartbeat kiegészítésében, innen származik a hiba neve. A hiba típusa buffer-overread, azaz a kérő több adatot olvas, mint amennyi elérhető.
Az OpenSSL javított kiadása 2014 április 7-én jelent meg, ugyanezen a napon jelentették be a hiba létezését. Ekkor a webszerverek 17 százaléka, mintegy félmillió weboldal volt sebezhető, amely lehetővé tette a szerver titkos kulcsok és jelszavak ellopását.

## Története
A TLS heartbeat kiegészítését 2012 februárjában az RFC 6520 dokumentumban terjesztették elő szabványnak. Ez lehetővé teszi, hogy egy biztonságos kapcsolatot életben tartson a két fél anélkül, hogy a biztonsági adatokat újratárgyalnák minden alkalommal.
2011-ben az RFC egyik írója, Robin Seggelmann, aki akkor Duisburg-Essen-i Egyetem Ph.D. hallgatója megírta a heartbeat kiegészítést az OpenSSL-hez.

## Hatása
Példa:
- Mondj „minibrot”-ot (8 karakter).
- minibrot
Mondj „irreális”-t (150 karakter).
- Irreális. Márton kéri a „Multibrotok, és egyéb fraktálok” című könyvet. Erhard kéri a „Transzcendens egyenletek megoldása de egyszerűen” című könyvet.